# 藤田醫科大學
藤田醫科大學，簡稱藤田醫大，是一所位於日本愛知縣的私立大學。

## 沿革
- 1964年 - 學校法人藤田學園創立。
- 1968年 - 名古屋保健衛生大學開學，設衛生學部。
- 1972年 - 設立醫學部。
- 1978年 - 設立大學院醫學研究科。
- 1984年 - 更名藤田學園保健衛生大學。
- 1987年 - 衛生學部增設診療放射線技術學科。
- 1991年 - 更名藤田保健衛生大學。
- 2001年 - 設立大學院保健學研究科。
- 2004年 - 衛生學部增設復健學科。
- 2008年 - 衛生學部改組為醫療科學部。
- 2018年 - 更名藤田醫科大學。
- 2019年 - 醫療科學部改組，新設保健衛生學部。

## 組織

### 學部
| 醫學部 - 醫學科 | 醫療科學部 - 醫療檢查學科 - 臨床檢查技師養成課程 - 臨床工學技師養成課程 - 放射線學科 | 保健衛生學部 - 護理學科 - 復健學科 - 物理治療專攻 - 職能治療專攻 |

### 大學院
| 醫學研究科 - 醫學專攻 - 基礎醫學領域 - 形態系 - 機能系 - 保健衛生系 - 分子醫學系 - 臨床醫學領域 - 內科系 - 外科系 | 保健學研究科 - 保健學專攻（碩士課程） - 臨床檢查領域 - 護理學領域 - 醫用放射線科學領域 - 復健領域 - 臨床工學領域 - 醫療經營情報學領域 - 醫療科學專攻（博士後期課程） - 生體情報檢查科學分野 - 醫用量子科學分野 - 復健療法科學分野 |

### 專門學校
- 藤田醫科大學護理專門學校[3]

## 設施

### 教學醫院
- 藤田醫科大學醫院
- 藤田醫科大學坂種醫院
- 藤田醫科大學七栗紀念醫院
- 藤田醫科大學岡崎醫療中心
- 藤田醫科大學地域全面護理中核中心
- 藤田醫科大學中部國際機場診療所

### 研究設施
- 綜合醫學科學研究所
- 研究支援推進中心
- 共同利用研究推進設施
- 疾病模型教育研究設施

### 其他教育設施
- 圖書館
- 視聽中心

## 學術聲譽
藤田醫科大學是日本最優秀的私立大學之一，特別是在論文被引用數上成績亮眼。2018年的泰晤士高等教育世界大學排名將其列於401-500區間，與北海道大學、九州大學等國立名校並列；而亞洲大學排名則為83名，是日本私立大學當中排名最高者。
2018年的諾貝爾生理學或醫學獎得主本庶佑教授，於10月5日在本校進行他獲獎後的首次公開演說。

## 對外關係

### 國內
藤田醫大是日本私立醫科大學協會、日本私立看護系大學協會等團體的成員校。

### 海外
與藤田醫大締結學術交流協定的學校大多是同樣有醫學院的大學，例如美國的約翰·霍普金斯大學、台灣的國立臺灣大學及國立成功大學等校。
2019年起伊藤忠商事與北京世紀康瑞醫院合作進入中國大陸醫療市場，藤田醫科大學和日本民營醫療機構德洲會透過伊藤忠引進加入合作平台，目標是為11家醫院提供醫院營運指導和醫療設備引進，並尋找有意願前往日本藤田醫科大學治病的患者提供中介，開展中日聯合醫療的一種醫院模式探索，該計畫獲得中國中信集團（CITIC）出資。

## 外部連結
- 藤田醫科大學官方網站 （页面存档备份，存于）
- 學校法人藤田學園 （页面存档备份，存于）